# Posse Comitatus Act
Der Posse Comitatus Act (gängige Übersetzung: „Kraft für das Land“; von lateinisch posse für „können“ und comitatus für „Begleitung/Begleiter“) ist ein US-amerikanisches Bundesgesetz, das dem Präsidenten grundsätzlich verbietet, das Militär als eine inländische Polizeitruppe einzusetzen. Unter britischem und amerikanischem common law Recht ist ein posse comitatus eine Gruppe von Menschen, die vom Bezirkssheriff oder Polizeipräsidenten mobilisiert wird, um Gesetzlosigkeit in einem Landkreis zu unterdrücken. Die englische rechtswissenschaftlich definierte Doktrin des posse comitatus geht auf Erlasse des Königs Alfred des Großen in Folge von Wikingerangriffen im 9. Jahrhundert zurück.
Der Posse Comitatus Act wurde 1878 erlassen, um das Ende der Reconstruction herbeizuführen und damit die Verabschiedung der Jim-Crow-Gesetze zu ermöglichen. Dies wurde möglich gemacht, da die Bundestruppen nicht mehr die Wahlen in den früheren konföderierten Staaten überwachen konnten, und daher schwarze Wähler weitgehend ausgeschlossen wurden.
Das ursprüngliche Gesetz von 1878 betraf nur das Heer der Vereinigten Staaten, die US Army. Die Luftwaffe wurde dem Gesetz 1956 hinzugefügt; die US Navy sowie das US Marine Corps wurden durch ein Dekret des Verteidigungsministeriums ebenfalls unter das Posse-Comitatus-Gesetz gestellt. Mit der Änderung vom 27. Dezember 2021 wurden alle Teilstreitkräfte, einschließlich der 2019 neugegründeten US Space Force, regulär unter das Gesetz gestellt.
Ausgenommen von diesen Regelungen sind die Küstenwache und andere Truppen wie beispielsweise die Joint Interagency Task Force (Naval Air Station, Key West, Florida), die sich mit der Unterbindung des Drogenhandels befasst, sowie ein Vorgehen gestützt auf den Insurrection Act von 1807.
Die staatlichen Nationalgarden sind von diesem Gesetz nicht betroffen, da sie üblicherweise von den Gouverneuren befehligt werden.

## Historische Entwicklung
Das Gesetz, § 15 des Bewilligungsgesetzes für die Armee für 1879, war eine Reaktion auf die militärische Besetzung der ehemaligen konföderierten Staaten durch die Armee der Vereinigten Staaten während der zwölf Jahre des Wiederaufbaus (1865–1877) nach dem Amerikanischen Bürgerkrieg (1861–1865) und das anschließende Verbot dieser Besetzung.
Die US-Verfassung legt die Hauptverantwortung für die Durchführung von Wahlen in die Hände der einzelnen Bundesstaaten. Die Aufrechterhaltung des Friedens, die Durchführung ordnungsgemäßer Wahlen und die Verfolgung rechtswidriger Handlungen fallen in den Zuständigkeitsbereich der einzelnen Bundesstaaten unabhängig davon, ob sie Teil einer größeren Föderation oder eines Einheitsstaates sind. In den ehemaligen Konföderierten Staaten versuchten jedoch viele paramilitärische Gruppen, häufig durch Einschüchterung und Gewalt, die politische Macht der Afroamerikaner zu unterdrücken und den Süden wieder unter die Herrschaft der überwiegend weißen Demokratischen Partei zu bringen. Obwohl die Afroamerikaner anfangs von der Bundesregierung unterstützt wurden, nahm diese Unterstützung im Laufe der Rekonstruktion ab. Nach den heftig umstrittenen US-Präsidentschaftswahlen von 1876 und dem Kompromiss von 1877 kehrten Kongressabgeordnete und Senatoren aus den ehemaligen Konföderierten Staaten nach Washington zurück und setzten sich dafür ein, dass die Bundesregierung die Kontrolle über ihre Bundesstaaten nicht mehr ausüben konnte. Nachdem Präsident Hayes Bundestruppen eingesetzt hatte, um den Eisenbahnerstreik von 1877 zu beenden, gab es genügend parteiübergreifende Unterstützung für die Verabschiedung des Posse Comitatus Act.
Der ursprüngliche Posse Comitatus Act bezog sich ausschließlich auf die United States Army. Die Air Force, die im 20. Jahrhundert zunächst als Teil der Army gegründet worden war, wurde 1956 hinzugefügt. Die Navy und das Marine Corps wurden in dem Gesetz nicht erwähnt, unterlagen aber bis zu ihrer Aufnahme in das Gesetz im Jahr 2021 denselben Einschränkungen durch die Vorschriften des Verteidigungsministeriums. Die 2020 gegründete Space Force wurde ebenfalls 2021 in das Gesetz aufgenommen. Die Küstenwache der Vereinigten Staaten wird nicht in das Gesetz aufgenommen, obwohl sie zu den sechs bewaffneten Diensten gehört, da ihr ausdrücklich Bundesvollzugsbefugnisse im Bereich des Seerechts eingeräumt werden. Die moderne Küstenwache gab es noch nicht, als das Gesetz 1878 in Kraft trat. Ihr Vorgänger, der United States Revenue Cutter Service, war in erster Linie eine Zollvollzugsbehörde und Teil des Finanzministeriums der Vereinigten Staaten. Als 1915 der Revenue Cutter Service und der United States Lifesaving Service zur Küstenwache zusammengelegt wurden, wurde der Dienst sowohl zu einem militärischen Zweig als auch zu einem Vollzugsorgan des Bundesrechts.
Mitte des 20. Jahrhunderts nutzte die Regierung von Präsident Dwight D. Eisenhower eine aus den Enforcement Acts abgeleitete Ausnahme vom Posse Comitatus Act, um während der Schulauflösungskrise 1957 Bundestruppen nach Little Rock, Arkansas, zu schicken. Der Gouverneur von Arkansas hatte sich gegen die Aufhebung der Rassentrennung ausgesprochen, nachdem der Oberste Gerichtshof der Vereinigten Staaten 1954 in Brown v. Board of Education entschieden hatte, dass getrennte öffentliche Schulen verfassungswidrig waren. Die Enforcement Acts erlaubten es dem Präsidenten neben anderen Befugnissen, militärische Streitkräfte einzuberufen, wenn die staatlichen Behörden entweder nicht in der Lage oder nicht willens waren, Gewalt zu unterdrücken, die gegen die verfassungsmäßigen Rechte der Bürger gerichtet war.
Im Sommer 2020 lösten die George-Floyd-Proteste in Washington D.C. eine Kontroverse aus, als Truppen der Nationalgarde zur Unterdrückung der Proteste einberufen wurden, ohne dass sich Präsident Donald Trump auf den Insurrection Act berufen hätte (obwohl er damit drohte). Die Nationalgarde des Distrikts Columbia agierte in der Vergangenheit als Äquivalent einer staatlichen Miliz (gemäß Titel 32 des United States Code), die nicht den Beschränkungen des Posse-Comitatus-Gesetzes unterliegt, obwohl es sich um eine Bundesbehörde handelt, die dem Präsidenten und dem Armeeminister untersteht.
Im Jahr 2020 brachte der US-Abgeordnete Adam Schiff einen Änderungsantrag zum Gesetz ein, um den Geltungsbereich auf die US-Marine, das Marine Corps und die Space Force auszuweiten. Dieser Änderungsantrag wurde schließlich in den National Defense Authorization Act von 2022 aufgenommen.